# Stay or Run
«Stay or Run» (estilizado en mayúsculas) es una canción de la cantante argentina Oriana Sabatini también conocida como Oriana, artísticamente. La canción fue lanzada como sencillo en octubre de 2017 a través del sello Pirca Records. La canción trata sobre amar a cualquier persona sin importar  su orientación sexual, género o nacionalidad.

## Composición
La canción fue escrita por Oriana Sabatini y Cameron Forbes, y fue producida por MdL. «Stay or Run» es una canción de género pop con grandes influencias de música hip hop, trap y R&B. Abarca un medio tempo seguido a 22 segundos.

## Interpretaciones en vivo
Sabatini interpretó la canción como telonera en la gira de Ariana Grande de 2017, Dangerous Woman Tour en su paso por Argentina, al igual que la interpretó en la gira A Head Full of Dreams Tour de Coldplay ese mismo año. Sabatini presentó la canción una vez más en su primer show en el Vorterix en mayo de 2018.

## Video musical
La canción cuenta con un video musical lanzado el 14 de diciembre de 2017. Fue dirigido por Ignacio Lecouna y Juan Ponce de León, el video fue filmado en Argentina y costas de Uruguay. Al igual que la canción, trata sobre la identidad de género y la orientación sexual. Actualmente el video cuenta con más de 4 millones de reproducciones en YouTube.

### Sinopsis
En el video se puede ver a Sabatini junto a otra chica quienes tienen una relación sentimental. El video finaliza con una escena de Sabatini y la chica dándose un beso tierno e inocente.

## Posicionamiento en listas
| País (Lista 2018)                   | Posición más alta |
| ----------------------------------- | ----------------- |
| Argentina Anglo (Monitor Latino)    | 5                 |
| Argentina Nacional (Monitor Latino) | 6                 |

| País (Lista 2018)                | Posición más alta |
| -------------------------------- | ----------------- |
| Argentina Anglo (Monitor Latino) | 68                |